# Zlatník (powiat Vranov nad Topľou)
Zlatník – wieś (obec) na Słowacji położona w kraju preszowskim, w powiecie Vranov nad Topľou. Pierwsze wzmianki o miejscowości pochodzą z 1478 roku.
Według danych z dnia 31 grudnia 2012 roku, wieś zamieszkiwało 76 osób, w tym 38 kobiet i 38 mężczyzn.
W 2001 roku pod względem narodowości i przynależności etnicznej miejscowość zamieszkiwali wyłącznie Słowacy.
Ze względu na wyznawaną religię struktura mieszkańców kształtowała się w 2001 roku następująco:
- Katolicy rzymscy – 28,21%
- Grekokatolicy – 29,49%
- Ewangelicy – 39,74%